# Dinel Stemate
Dinel Stemate (n. 14 martie 1968, Caracal, Olt, România) este un fost jucător român de polo pe apă care a concurat la Jocurile Olimpice de vară din 1996.